# Пак Ючхон
Пак Ючхо́н (кор. 박유천?, 朴裕仟?, 秘奇有天, Micky; 4 июня 1986, Сеул) — южнокорейский актёр, певец и композитор.

## Биография
Родился в Сеуле (Южная Корея). В шестом классе вместе с семьёй (отец, мать, младший брат Юхван) переехал в Северную Вирджинию (США). Он жил в Фэрфаксе, где посещал Holmes Middle School и Chantilly High School. В этот период семье было очень трудно. Отец, разорившийся бизнесмен, устроился коком на океанский круизный лайнер. Затем он работал на фабрике, Ючхон с подросткового возраста также работал вместе с ним. Не имея возможности получить музыкальное образование в детстве, самостоятельно научился играть на пианино, имитируя движения рук музыкантов. Еще в 12 лет у него уже был собственный фанклуб.
В 2001 году Ючхон выиграл музыкальный конкурс и был приглашён в SM Entertainment. Прослушивание он проходил в США в довольно тяжёлое для семьи время: его родители развелись, и на нём оставалась забота о младшем брате. Когда Ючхон уехал в Южную Корею, чтобы присоединиться к Dong Bang Shin Ki, он постоянно скучал по родным.
Высшее образование получил в университете Кёнхи (кафедра постмодернистской музыки). Ючхон с ранней юности коллекционирует компакт-диски. В 2006 году его коллекция насчитывала порядка 1000 штук.
С 2003 по 2009 год Ючхон был участником группы DBSK. Попав в группу за шесть месяцев до дебюта, он стал пятым, последним участником коллектива, взяв себе сценический псевдоним — Микки Ючхон, имени Микки он подобрал иероглифы, которые означают «скрытое оружие». В Корее Ючхон оказался совсем один. В одном из интервью он говорил, что был очень молчаливым, замкнутым, тихим. Из-за этого другие сторонились его, и ему пришлось полностью изменить себя, шутить, улыбаться, кривляться. Он так и сказал: «Я играл роль — Микки Ючхон». Это интервью он давал после «Скандала в Сонгюнгване». Его спросили, не сложно было ли ему играть такого героя, как Ли Сон Джун? Он ответил, что когда-то сам был таким, угрюмым и молчаливым.
После приостановки деятельности DBSK, Ючхон посвятил себя актерской карьере. А весной 2010 года компанией Avex было объявлено о создании группы JYJ, в состав которой вошел Ючхон.
В июне 2010 года трио выступило с несколькими концертами, затем записало свой первый альбом в студии Канье Уэста в Америке. Основная страсть Ючхона — музыка. Им написано уже более ста песен. Бывшие одногруппники признают его талант.
Успешно дебютировал в 2010 году в японской дораме мобильного формата (выпускается для просмотра на сотовых и плеерах) <Beautiful Love ～君がいれば～ (Beautiful Love ~ If you were here ~)> для BeeTV Drama. Там он играл Ёнсу, богатого наследника крупной компании.
Также в 2010 году Ючхон дебютировал в корейском телесериале «Скандал в Сонгюнгване» (Sungkyunkwan Scandal / 성균관스캔들) для канала KBS. Это историческая дорама о четырёх друзьях-студентах университета Сонгюнгван. «Великолепная четвёрка» — талантливые, красивые и очень богатые. Ли Сонджун — их негласный лидер, амбициозный, но на редкость принципиальный. За эту роль Пак Ючхон получил премию как «Лучший начинающий актёр» на церемонии Beaksang Art Awards — самого популярного фестиваля в Корее.
Сериал «Принц с чердака» многие годы не теряет популярности: 01 января 2020 года на корейском новостном сайте Maeil News была опубликована статья, согласно которой Японская ассоциация содействия литературе (www.bunshun.co.jp) выбрала шесть наиболее грустных корейских драм и фильмов, вызывающих слёзы. Дорама «Принц с чердака» с Ючхоном занимает второе место. Роль принца Ли Гака считается критиками его наиболее яркой ролью, сочетая в себе элементы комичности и трагичности. Его персонаж совершил путешествие между эпохами, и Пак Ючхону пришлось сильно потрудиться, чтобы изобразить, как один и тот же человек будет чувствовать себя в разных мирах.
В начале Ючхону прочили лишь романтические роли в комедиях в мелодрамах, как и многим другим айдолам. Однако он выбирал неожиданные проекты, такие как экшн-триллер «Три дня» (Tree days), тяжелая мелодрама «Я скучаю по тебе» (Missing you) и драма «Морской туман» (Sea fog) знаменитого сценариста Пон Чжун Хо.
Таким образом, за четыре года актерской карьеры он сумел дебютировать на большом экране наравне с ветеранами киноиндустрии. Основанный на реальных событиях, сюжет фильма описывает трагическую ситуацию, в которую попала команда рыболовного судна из-за контрабандистов.
В то время как JYJ закрывали путь на многие вещательные каналы из-за судебного разбирательства с агентством, известного под названием «Процесс против SM Entertainment», Ючхон пробивал себе путь в киноиндустрию, доказав, что и айдол может стать успешным разноплановым актером. Он построил себе обширную актерскую фанбазу. Многие любят и ценят не только его певческий, но и актерский талант.
Пак Ючхон очень хотел проходить действительную военную службу, но по причине заболевания астмой был призван с 27.08.2015 по 25.08.2017 в качестве социального работника в Каннамское районное управление.
В 2016 записал свой первый сольный мини-альбом «Как много любви у вас в кошельке» 당신의 지갑에는 얼마의 사랑이 있나요. Еще со времен DBSK Ючхон опасался выпускать собственные песни, признаваясь, что для него написание музыки и текста процесс достаточно кропотливый и медленный — он постоянно пересматривает написанное, стремясь, чтобы слова хорошо ложились на музыку и наоборот, чтобы выбрать наилучшую инструментальную обработку. Альбом посвящен памяти его отца. Ючхон признается, что сожалеет о том, что не стал ближе к человеку, с которым у него были довольно шаткие отношения, этот альбом является одновременно и признанием в любви и примирением. Главный трек, однако, имеет более широкую сферу охвата, в которой текст, а также эмоциональная композиция — ещё одно средство выражения взросления Ючхона. Он принимает, что «жизнь не всегда идет так, как мы хотим», но, несмотря на разочарования и неожиданные результаты, «это нормально, даже если она не идеальна. Такова жизнь для всех нас.» Есть боль, да. Конечно, есть неудачи. Мы все разделяем эти моменты упущенных возможностей и болезненных потерь, но мы живем и двигаемся дальше, чтобы улыбаться и на следующий день.
После завершения службы в армии публично появился на ФМ и мини-концерте «Reunion: Remember the Memories», который состоялся 10 марта 2018 года в Токио (Япония).
27 февраля 2019 года вышел его альбом Slow Dance. Альбом отходит от канонов k-pop-музыки, в инструментальном сопровождении присутствует гитара и многие черты стиля R&B. Критики оценили альбом положительно.
2 марта 2019 года состоялся его первый сольный концерт «Slow Dance in Seul». В марте выступил с концертными турами «Slow dance» по Японии.
В 2019 году агентство расторгло с ним контракт и объявило об его уходе из индустрии, однако он решил начать сольную деятельность.
25 января 2020 года состоялся фанмитинг в рамках мероприятия «LOVE ASIA with PARK YUCHUN in BANGKOK», прибыль от которого пошла на обеспечение стипендий одаренных детей, поддержку спорта, музыки и тому подобное. Это событие широко освещалось в тайских изданиях. Ючхон дал интервью журналам Posh (Thailand), а также OK! Magazine (Thailand) и Sudsapda.com.
В мае 2020 года Пак Ючхон открыл собственный фансайт. Примерно в это же время он создал и собственный лейбл RE:Cielo.
Летом 2020 года Ючхон провёл благотворительный он-лайн фанмитинг в пользу пострадавших от наводнения на Кюсю (Япония).
В конце сентября 2020 года отбыл в Таиланд для проведения концертов, посвященных официальному возвращению, о чем сделал соответствующее объявление на пресс-конференции 9 октября 2020 года.
16 ноября 2020 года выпустил свой первый самостоятельный сольный мини-альбом "RE: Mind!. Альбом содержит композиции на английском, японском и тайском языках. В интервью журналу L’Officiel Hommes Thailand 13 ноября 2020 он сказал : «Альбом Re: mind передает эмоции и чувства через песни. Рассказывает об опыте, который я приобрел в жизни, будь то в прошлом или в настоящем. Тем самым я даю себе слово стать лучше».
В этом альбоме Пак Ючхон откровенно выражает свое желание запечатлеть свою личность в процессе развития. Он попытался рассказать о том, что хочет стать более зрелым и с течением времени двигаться вперед, изображая переход времени из прошлого в настоящее как «день», который объединяет тьму «ночи» с ярким светом. В двух версиях альбома отражаются разные стороны личности певца.
За время пребывания в Таиланде Ючхон принял участие во различных теле- и радиошоу, таких каналов, как Sanook,True Inside HD, Preawpak (Channel 3), ONE 31, Nine Entertain, Mellow 97,5.
Помимо этого он продолжал работать в качестве модели — снялся в модной фотосессии для журнала l’OFFICIEL HOMMES THAILAND COOL GUY
28 ноября 2020 года в Бангкоке состоялся его первый трехчасовой сольный мини-концерт, посвященный возвращению в индустрию.
15 декабря 2020 года отправился волонтером на помощь пострадавшим в Сурат Тани, регионе на юге Таиланда, где произошло наводнение, вызванное сильными дождями .
26-27 декабря 2020 года должен был состояться благотворительный концерт Пак Ючхона с Филармоническим оркестром Кантабиле (Таиланд), на котором зрители услышали бы его песни, звучащие под оркестровую музыку. Однако концерт был отложен из-за обострения в стране ситуации с Ковид-19.
Позже приняли решение записать концерт и приурочить трансляцию к празднованию традиционного в Южной Корее праздника Белого Дня. Концерт состоялся он-лайн 13 и 14 марта 2021 года.
11 декабря 2020 года пожертвовал 25 000 масок городу Ыйджонбу и 14 декабря 25 000 масок городу Порён.
В конце января 2021 года Пак Ючхон вернулся в Корею, чтобы сняться в главной роли в художественном фильме «Посвящается злу», корейского режиссера и сценариста независимого кинематографа, который живет и работает в Австралии, Ким Си У (Seewoo Kim (金是佑) Съёмки начались 22 февраля. Пак Ючхон играет роль мужчины, который потерял все в один миг и который встретился с женщиной, которой нечего было терять с самого начала. Это история о людях, живущих в отчаянии.
5 августа 2021 года Пак Ючхон получил награду за исполнение лучшей мужской роли в вышеуказанном независимом художественном фильме под официальным названием «On the edge» («Жизнь на грани» /«На Краю») на фестивале азиатского кино в Лас-Вегасе (Las Vegas Asian Film Awards), о чем было объявлено на официальных страницах фестиваля в Фейсбук и Инстаграм, а также в новостях.
Следом фильм с Пак Ючхоном «On the edge» удостоился и других наград.
11 августа 2021 года «On the edge» выиграл главную награду на международном кинофестивале независимого кино во Франции Beyond the Curve International Film Festival по результатам за июнь-июль 2021 года, как лучшая сюжетно-тематическая картина (главная категория): Премия BCIFF за выдающиеся достижения.
12 августа 2021 года фильм «On the edge» стал победителем на международном кинофестивале в Бодене (The Boden International Film Festival, Швеция) сразу по двум номинациям: лучший художественный фильм, лучший директор картины.
В конце августа 2021 года Пак Ючхон неожиданно разорвал отношения со своим бывшим менеджером Ким Хён Гуком (김 현 국) и прекратил связь с фанатами через Сайт Blue Cielo, вернувшись на свой японский фансайт
24 августа он опубликовал на странице японского фанклуба письмо-обращение к фанатам, в котором высказал подозрения в отношении давних махинаций генерального директора Re:Cielo, своего бывшего менеджера, и подал против него иск. Ким Хён Гук в ответ заявил о том, что в свою очередь подает иск на бывшего артиста компании за нарушение контракта и якобы использование корпоративных средств. Кроме того, предложил выдвинуть судебный запрет на продолжение развлекательной деятельности в виду того, что Пак Ючхон подписал контракт с новой японской компанией. Однако уже 11 сентября 2021 года Пак Ючхон провел он-лайн фанмитинг в честь релиза своего нового сингла 会いに To see
21 октября 2021 года Пак Ючхон открывает новый официальный You Tube-канал под эгидой нового агентства LOGBOOK Entertainment
5 ноября 2021 года состоялся релиз нового альбома Ючхона «Dа Capo» (С начала). Альбом вышел сразу на ряде музыкальных платформ, как то, например, на Naver Vibe, Melon и Music Bugs . В аннотации к альбому сказано: «Иногда нам нужно завершить главу жизни через новое начало. Спасибо, что так долго ждали.» Из информации о выпускающей компании альбома видно, что продюсером является сам Пак Ючхон.
8 ноября агентство Пак Ючхона LOGBOOK открыло официальный аккаунт в Инстаграм logbook_official
В конце января 2022 года Ючхон отбыл в Таиланд с целью провести полностью благотворительное мероприятие для детей в фонде аутистов Таиланда, чтобы привлечь внимание людей к тому, что эти дети-аутисты тоже обладают талантами не хуже остальных, и помочь им . Поскольку концерт благотворительный, билетов, как таковых, в продаже не было и попасть на него можно было, купив официальные товары через ticketmelon и приняв участие в лотерее. Сообщалось, что  все доходы от продажи официальных товаров пойдут в Тайский фонд аутизма. Организованный при поддержке Logbook Entertainment  и компании True ID мини-концерт «A Letter of Love Song», который был приурочен ко дню святого Валентина, состоялся 12.02.2022 и  транслировался в прямом эфире телеканала True ID . Кроме того, 15.02.2022 Пак Ючхон выступил на телевизионном канале วันบันเทิง - One31, где рассказал о том, что готовит к записи новый сингл на тайском языке .

## Личная жизнь
Ючхон левша, но пишет правой рукой.
Когда Пак Ючхона попросили дать три совета новичкам в индустрии развлечений, он сказал:
- Не жди слишком многого
- Храни своё сердце
- Береги своих любимых и заботься о них[16].

Пак Ючхон занимается спортом и ходит в горные походы, играет в теннис, увлекается тайской борьбой. Владеет английским и японским языками, изучает тайский.

## Карьера

### Актёр
- 2005 Nonstop 6 (Rainbow Romance)
- 2006 SBS’s Banjun Theater: Tokyo Holiday
- 2006 SBS’s Banjun Theater: Dangerous Love
- 2006 SBS’s Banjun Theater: Uninvited Guest
- 2006 SBS’s Banjun Theater: The Most Unforgettable Girl in My Life
- 2006 SBS’s Banjun Theatre: The Masked Fencer
- 2006 Vacation
- Dating on Earth (Съёмки закончены в 2006, но фильм вышел на DVD только в 2009 году)
- 2007 비행소녀 (Пихэнъ Сонё) (дебютный клип Magolpy)
- 2010 мобильная дорама <Beautiful Love ～君がいれば～ (Beautiful Love ~ If you were here ~)> для BeeTV Drama
- 2010 телесериал Скандал в Сонгюнгване Sungkyunkwan Scandal (성균관스캔들) для канала KBS
- 2011 телесериал Miss Ripley (미스 리플리) as Yutaka для канала MBC
- 2012 телесериал Принц с чердака (The Rooftop Prince)
- 2012 телесериал Я скучаю по тебе (Missing you)
- 2014 телесериал Три дня (Three Days)
- 2014 полнометражный фильм Морской туман (Sea Fog / 해무）
- 2015 телесериал Девушка, которая видит запахи (Girl Who Sees Smells The Girl Who Sees Smells / 냄새를 보는 소녀)
- 2016 полнометражный фильм Осознанное сновидение (Lucid Dream / 루시드 드림)
- 2021 полнометражный независимый художественный фильм On the Edge (Жизнь на грани)

### Награды
- 2021 — Las Vegas Asian Film Awards: Best Leading Performance (Actor) — On the Edge (Жизнь на грани)[44]
- 2015 — SBS Drama Awards: Top Excellence Actor — Miniseries (Она видит запахи)[62]
- 2015 — SBS Drama Awards: Top 10 Stars Award (Она видит запахи)[62]
- 2015 — 51st Baeksang Arts Awards: Best New Actor — (Морской туман)[63]
- 2014 — Busan Film Critics Association (BCFA): Best New Actor — (Морской туман)[63]
- 2014 — Blue Dragon Awards: Best New Actor — (Морской туман)[63]
- 2014 — SBS Drama Awards: Top Excellence Actor — Miniseries (Три дня)[64]
- 2014 — SBS Drama Awards: Top 10 Stars Award (Три дня)[64]
- 2013 — 49th Baeksang Arts Awards: Most Popular TV Drama Actor (Я скучаю по тебе)[65]
- 2012 — SBS Drama Awards: Excellence Award, Actor — Drama Special (Принц с чердака)[66]
- 2012 — SBS Drama Awards: Top 10 Stars Award (Принц с чердака)[66]
- 2012 — SBS Drama Awards: Лучшая пара с Хан Джи Мин (Принц с чердака[66])
- 2012 — SBS Drama Awards: Viewer Popularity Award (Принц с чердака)[66]
- 2012 — MBC Drama Awards: Mini Series Excellence Actor Award (Я скучаю по тебе)[65]
- 2012 — 7th Seoul International Drama Awards: Outstanding Korean Actor (Принц с чердака)[67]
- 2012 — 7th Seoul International Drama Awards: People’s Choice Award (Принц с чердака)[67]
- 2012 — 48th Baeksang Arts Awards: Most Popular TV Drama Actor (Мисс Рипли)[67]
- 2011 — 6th Seoul International Drama Awards: Outstanding Korean Actor (Скандал в Сонгюнгване)[68]
- 2011 — 6th Seoul International Drama Awards: People’s Choice Award (Скандал в Сонгюнгване)[68]
- 2011 — MBC Drama Awards: Mini Series New Actor Award (Мисс Рипли)[67]
- 2011 — 47th Baeksang Arts Awards: Most Popular TV Drama Actor (Скандал в Сонгюнгване)[69]
- 2011 — 47th Baeksang Arts Awards: TV Drama New Actor (Скандал в Сонгюнгване)[69]
- 2010 — KBS Drama Awards: Newcomer Actor Award (Скандал в Сонгюнгване)[70]
- 2010 — KBS Drama Awards: Netizens' Award (Скандал в Сонгюнгване)[70]
- 2010 — KBS Drama Awards: Лучшая пара с Пак Мин Ён (Скандал в Сонгюнгване)[70]

### Сольная дискография
- Runaway/My Girlfriend (один из сингловых дисков, входящих в коллекцию из пяти дисков-синглов с общим названием TRICK)
- 2009 Tokyo Love Light (совместно с DJ Makai, вышла на альбоме DJ Makai «Stars»)
- 2014 놀러가자 (совместно с певицей Gummy, вышла на альбоме Gummy «I Loved.. Have No Regrets»)

### Сольные альбомы

#### 2016 — мини-альбом How Much Love Do You Have In Your Wallet[71]
- 1. Album, Full Of Memories (그리운, 페이지를 넘기며…)(автор Yuhki Kuramoto)
- 2. Unwound Heart (감기지 않는 마음) (слова, музыка и аранжировка Jeong Jae Yeop)
- 3. How Much Love Do You Have In Your Wallet (당신의 지갑에는 얼마의 사랑이 있나요) (слова Hoe Jang Nim, музыка Hoe Jang Nim, Miseugim, аранжировка Hoe Jang Nim
- 4. Until The Last Album (마지막 앨범까지..) (слова Yoochun, YOZON, музыка Yoochun, аранжировка Park II)
- 5. Walking With Her In The Spring (봄을 걷는다..) (слова и музыка Yoochun, аранжировка Hoe Jang Nim, Miseugim)
- 6. How Much Love Do You Have In Your Wallet (당신의 지갑에는 얼마의 사랑이 있나요.) (Inst.)

#### 2019 — альбом Slow Dance[72]
- 1. Slow Dance (слова FRAKTAL, музыка и аранжировка Rykeyz, Lucky Daye, Jonny Price, JP Saxe)
- 2. Strong (слова FRAKTAL, музыка Naomi Miller, Greg Sprangman, аранжировка Naomi Miller)
- 3. We Met Again (재회) (слова Yoochun, музыка Yoochun, Kwon Bin Gi, аранжировка Kwon Bin Gi
- 4. Thorn (가시덤불) (слова и музыка Yoochun, аранжировка Kwon Bin Gi)
- 5. Magic (слова FRAKTAL, музыка и аранжировка Rykeyz, Danny Mercer
- 6. Everything Is Memorable (뒤돌면 모든 길이 추억이라) (слова Yoochun, музыка Kwon Bin Gi, аранжировка Kwon Bin Gi, Hwang Seongsu)
- 7. SOTSUGYOU (졸업) (слова Yutaka Ozaki, Seong Hyeon, Baek Moo Hyun, музыка Yutaka Ozaki, аранжировка Seong Hyeon, Baek Moo Hyun)
- 8. Slow Dance (японска верс.) (слова FRAKTAL, Nice73, музыка и аранжировка Rykeyz, Lucky Daye, Jonny Price, JP Saxe)
- 9. Slow Dance (китайская верс.) (слова FRAKTAL, Joharam, музыка и аранжировка Rykeyz, Lucky Daye, Jonny Price, JP Saxe)

#### 2020 — мини-альбом RE: Mind[73]
- 1. THE CRY (при участи певицы JAY, музыка HELLGATE, слова Пак Ючхон , HELLGATE , Clause)
- 2. Station (музыка HELLGATE, слова Пак Ючхон, аранжировка HELLGATE , Clause)
- 3. Carousel (При участии рэпера ROB LAW, слова Kimuri, Clause, музыка UGP , 니안 (niahn))
- 4. What U Waiting For (слова Пак Ючхон, музыка UGP)
- 5. SOMEBODY TO LOVE ME (слова и музыка Пак Ючхона)
- 6. SEE YOU AGAIN (японская версия — слова Julishono, музыка Clause・Hans・Jason・Lucas・Mr Pseudo)
- 7. SEE YOU AGAIN (тайская версия — слова Rattanon Phokhinthatchaset, аранжировка Phiboon Phihakendr (Boy)

#### 2021 — мини-альбом «Da Capo» (С начала)[53]
- 1. 해질녘 (At Sunset — Текст Пак Ючхон, композитор HELLGATE, Аранжировка Hellgate)
- 2. 너에게…(Kiss your sky — Текст Пак Ючхон, композитор HELLGATE, Аранжировка Hellgate)
- 3. LILAC (Сирень — Текст Пак Ючхон, композитор HELLGATE, Аранжировка Hellgate)
- 4. 너에게…(Kiss your sky (Inst.) -композитор HELLGATE, Аранжировка Hellgate)
- 5. LILAC (Сирень (Inst.) — композитор HELLGATE, Аранжировка Hellgate)

### Поэт/Композитор
- 공간 (Hi Ya Ya 여름날)
- 여우비 (первый концерт Rising Sun)
- 그리고…(Holding back the tears) (саундтрек к фильму «VACATION»)
- Evergreen (песня для зимнего SMTOWN 2007. Написана совместно с Чанмином. Микки был композитором)
- My Girlfriend (TOHOSHINKI Premium mini Live)
- Kiss Shita Mama Sayonara (написана совместно с Джэджуном, Микки был композитором)
- All in Vain (саундтрек к фильму «Air City» 2007.05.23)
- Love Bye Love (корейский альбом MIROTIC, версия C) (поэт, композитор, аранжировщик)
- Until The Last Album (마지막 앨범까지..) (поэт и композитор, из альбома How Much Love Do You Have In Your Wallet)
- Walking With Her In The Spring (봄을 걷는다..) (поэт и композитор, из альбома How Much Love Do You Have In Your Wallet)
- We Met Again (재회) (поэт и композитор, из альбома Slow Dance)
- Thorn (가시덤불) (поэт и композитор, из альбома Slow Dance)
- Everything Is Memorable (뒤돌면 모든 길이 추억이라) (поэт, из альбома Slow Dance)
- Station (поэт, из альбома Re: Mind)
- SOMEBODY TO LOVE ME (поэт и композитор из альбома Re: Mind)
- 너에게…(Kiss your sky — поэт, из альбома Da Capo)
- LILAC (Сирень — поэт, из альбома Da Capo)

### Рэп-лирика для песен
- 넌 언제나 (первый альбом Tri-angle)
- 너희들것이니까 (I wish…)
- Hi Ya Ya
- Show me your love (песня записана совместно с группой Super Junior)
- Free your mind (ремикс для первого живого концерта Rising Sun)
- Love after love
- 태양은 가득히 (Red Sun) (для летнего SMTOWN 2006 года)
- Oasis (для летнего SMTOWN 2006 года)
- Sky
- Phantom (환영)
- Step by step
- Snow dream (для зимнего SMTOWN 2007 года)
- THE CRY (из альбома Re: Mind)
- What U Waiting For (из альбома Re: Mind)